# Сансон, Морган
Морга́н Стефа́н Сансо́н (фр. Morgan Stéphane Sanson; 18 августа 1994, Сен-Дульшар, Франция) — французский футболист, полузащитник клуба «Ницца».

## Клубная карьера

#### «Ле-Ман»
Воспитанник французского футбольного клуба «Ле-Ман». В нём же начал взрослую карьеру. Первый матч за основную команду провёл 3 августа 2012 года во 2-м туре Лиги 2 против «Дижона». «Ле-Ман» уступил со счётом 1:2. В общей сложности провёл за сезон 2012/13 27 матчей в рамках чемпионата. Отметился тремя забитыми мячами.

#### «Монпелье»
Летом 2013 года подписал контракт с клубом «Монпелье», представляющим Лигу 1. Первый матч в высшей французской лиге сыграл 14 сентября 2013 года в 5-м туре чемпионата против «Реймса». Встреча завершилась нулевой ничьей. На протяжении всего сезона Сансон был игроком основного состава, проведя 32 матча в Лиге 1. Первый гол за команду забил 11 апреля 2014 года в 33-м туре чемпионата в ворота марсельского «Олимпика». «Монпелье» уступил со счётом 2:3. В сезоне 2014/15 провёл 32 игры и забил 6 голов. 12 апреля 2015 года в матче 32-го тура чемпионата против «Тулузы» получил травму из-за которой был вынужден пропустить остаток сезона. В сезоне 2015/16 сыграл 14 матчей и забил 3 гола в чемпионате.

#### «Олимпик Марсель»

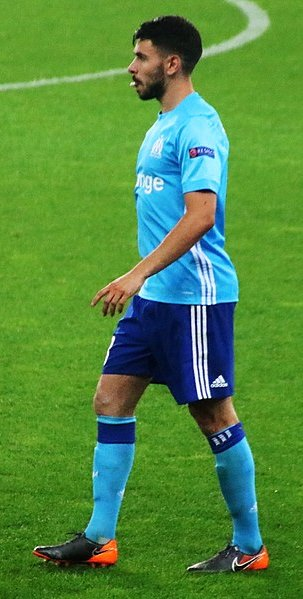
Сансон в составе «Марселя»

17 января 2017 года он перешёл в «Марсель», подписав контракт на четыре с половиной года с первоначальным взносом в 9 миллионов евро плюс 3 миллиона в виде бонусов. 5 марта 2017 года он забил дебютный гол за «Марсель» в ворота «Лорьяна». В сезоне 2016/17 сыграл 17 матчей и забил 1 гол в чемпионате. В сезоне 2017/18 сыграл 33 матча и забил 9 голов в чемпионате. В сезоне 2018/19 сыграл 33 матча и забил 5 голов в чемпионате.

#### «Астон Вилла»
26 января 2021 года перешёл в английский клуб «Астон Вилла», подписав контракт на четыре с половиной года. 3 февраля 2021 Сансон дебютировал за новый клуб, выйдя на замену в матче с «Вест Хэм Юнайтед» на «Вилла Парк». 4 апреля 2021 года футболист получил травму колена в победной игре против «Фулхэма» и досрочно завершил сезон.
31 августа 2021 года Морган Сансон восстановился после травмы и появился на поле составе «Астон Виллы (до 21)», где его команда одержала победу в матче EFL Trophy с «Уиком Уондерерс». 22 сентября Сансон вернулся в первую команду в игре Кубка лиги против лондонского Челси, но был вынужден покинуть поле из-за повторения травмы. Приход Стивена Джеррарда на пост главного тренера «Астон Виллы» совпал с восстановлением физической формы футболиста. 26 декабря 2021 года он, впервые за 8 месяцев, вышел на поле в матче Премьер-лиги.
После того как пост главного тренера «Астон Виллы» занял Унаи Эмери Сансон вышел на поле 6 ноября 2022 года на 90-й минуте победного матча с «Манчестер Юнайтед».

#### «Страсбур»
23 января 2023 года было объявлено, что Сансон отправляется доигрывать сезон во французский клуб «Страсбур».

## Карьера в сборной
Играл за сборную Франции в возрастной категории до 19 лет.
Провёл 10 игр и забил 2 гола за сборную Франции до 21 года.

## Клубная статистика
| Выступление      | Выступление      | Выступление      | Чемпионат | Чемпионат | Кубки | Кубки | Еврокубки | Еврокубки | Прочие | Прочие | Итого | Итого |
| Клуб             | Лига             | Сезон            | Игры      | Голы      | Игры  | Голы  | Игры      | Голы      | Игры   | Голы   | Игры  | Голы  |
| ---------------- | ---------------- | ---------------- | --------- | --------- | ----- | ----- | --------- | --------- | ------ | ------ | ----- | ----- |
| Ле-Ман           | Лига 2           | 2012/13          | 27        | 3         | 4     | 0     | 0         | 0         | 0      | 0      | 31    | 3     |
| Ле-Ман           | Итого            | Итого            | 27        | 3         | 4     | 0     | 0         | 0         | 0      | 0      | 31    | 3     |
| Монпелье         | Лига 1           | 2013/14          | 32        | 1         | 4     | 0     | 0         | 0         | 0      | 0      | 36    | 1     |
| Монпелье         | Лига 1           | 2014/15          | 32        | 6         | 2     | 0     | 0         | 0         | 0      | 0      | 34    | 6     |
| Монпелье         | Лига 1           | 2015/16          | 14        | 3         | 1     | 0     | 0         | 0         | 0      | 0      | 15    | 3     |
| Монпелье         | Лига 1           | 2016/17          | 20        | 3         | 2     | 0     | 0         | 0         | 0      | 0      | 22    | 3     |
| Монпелье         | Итого            | Итого            | 98        | 13        | 9     | 0     | 0         | 0         | 0      | 0      | 107   | 13    |
| Олимпик Марсель  | Лига 1           | 2016/17          | 17        | 1         | 1     | 0     | 0         | 0         | 0      | 0      | 18    | 1     |
| Олимпик Марсель  | Лига 1           | 2017/18          | 33        | 9         | 3     | 1     | 17        | 2         | 0      | 0      | 53    | 12    |
| Олимпик Марсель  | Лига 1           | 2018/19          | 33        | 5         | 2     | 0     | 2         | 0         | 0      | 0      | 37    | 5     |
| Олимпик Марсель  | Лига 1           | 2019/20          | 27        | 5         | 3     | 0     | 0         | 0         | 0      | 0      | 30    | 5     |
| Олимпик Марсель  | Лига 1           | 2020/21          | 12        | 2         | 0     | 0     | 6         | 0         | 1      | 0      | 19    | 2     |
| Олимпик Марсель  | Итого            | Итого            | 122       | 22        | 9     | 1     | 25        | 2         | 1      | 0      | 157   | 25    |
| Астон Вилла      | Премьер-лига     | 2020/21          | 9         | 0         | —     | —     | —         | —         | —      | —      | 9     | 0     |
| Астон Вилла      | Премьер-лига     | 2021/22          | 10        | 0         | 1     | 0     | —         | —         | —      | —      | 11    | 0     |
| Астон Вилла      | Премьер-лига     | 2022/23          | 2         | 0         | 1     | 1     | —         | —         | —      | —      | 3     | 1     |
| Астон Вилла      | Итого            | Итого            | 21        | 0         | 2     | 1     | —         | —         | —      | —      | 23    | 1     |
| → Страсбур       | Лига 1           | 2022/23          | 18        | 1         | —     | —     | —         | —         | —      | —      | 18    | 1     |
| → Страсбур       | Итого            | Итого            | 18        | 1         | —     | —     | —         | —         | —      | —      | 18    | 1     |
| → Ницца          | Лига 1           | 2023/24          | 29        | 2         | 3     | 2     | —         | —         | —      | —      | 32    | 4     |
| → Ницца          | Итого            | Итого            | 29        | 2         | 3     | 2     | —         | —         | —      | —      | 32    | 4     |
| Всего за карьеру | Всего за карьеру | Всего за карьеру | 315       | 41        | 27    | 4     | 25        | 2         | 1      | 0      | 368   | 47    |